# Gorges de Galamus

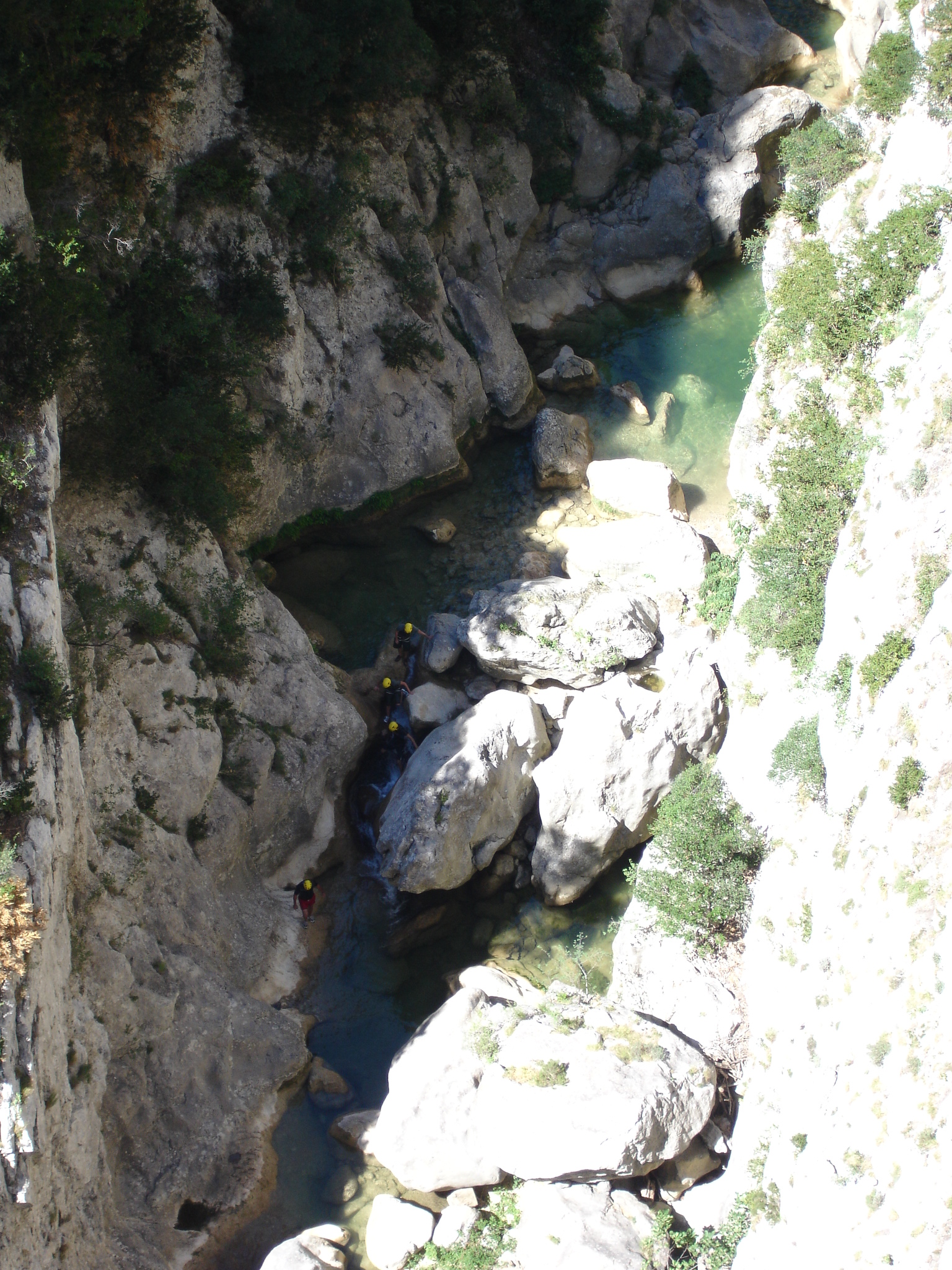
El río Agly pasa a través de los gorges de Galamus

Las gargantas de Galamus (en francés: gorges de Galamus) son un cañón y paso de montaña natural de aproximadamente dos kilómetros entre los departamentos franceses de Aude y Pirineos Orientales.
El río Agly, que nace cerca del Pech de Bugarach (de 1240 metros), formó mediante la erosión del material calcáreo el cañón y transcurre en el fondo de la garganta.

## Posición geográfica
Situados en la frontera entre los departamentos franceses de Aude y Pirineos Orientales, las gargantas de Galamus pertenecen a las comunas de Cubières-sur-Cinoble y Saint-Paul-de-Fenouillet. El cañón transcurre en dirección Norte-Sur.
Debido a su cercanía con Perpiñán (38 km al noroeste) y al Castillo de Peyrepertuse (7,5 km al oeste), uno de los llamados castillos cátaros, algunos historiadores afirman que los gorges fueron usados como camino de huida de los cátaros franceses hacia la región de Cataluña, en España.

## Eremitorio de San Antonio

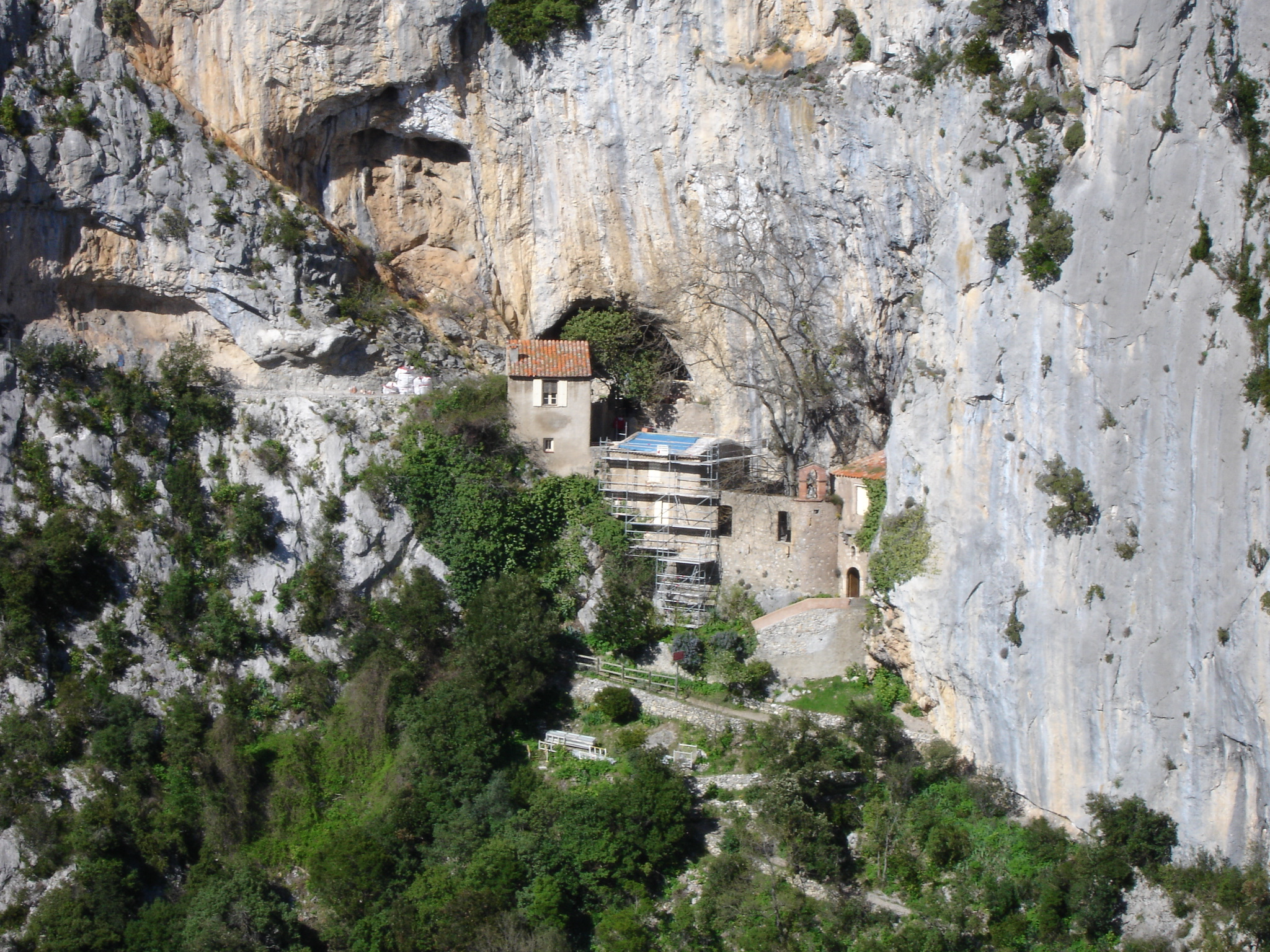
El eremitorio de San Antonio.

Además del entorno natural, el enclave central del desfiladero es el eremitorio de Saint-Antoine (Sant Antoni de Galamús en catalán), datada en el siglo VII y excavada originalmente en la roca. En 1782, después de un supuesto milagro en Saint-Paul-de-Fenouillet, se construyó una capilla en la cueva, dedicada al padre de los monjes, Antonio Abad.
El eremitorio fue utilizado desde el siglo XV por los franciscanos y, además de un lugar de destino turístico, ha sido escenario de dos producciones cinematográficas, Chine ma douleur (Dai Sijie, 1989) y La novena puerta (Roman Polanski, 1998).